# Periodiske system
Det periodiske system er en tabelarrangering af grundstofferne, ordnet efter deres atomnumre (antal protoner), elektronkonfigurationer og gennemgående kemiske egenskaber. Denne ordning viser periodiske tendenser, såsom grundstoffer med lignende opførsel i samme søjle. Det viser også fire rektangulære blokke med omtrentligt ens kemiske egenskaber. Generelt gælder det indenfor enhver række, at metallerne er i venstre side og ikkemetallerne er i højre side.
Rækkerne i systemet kaldes perioder; søjlerne kaldes grupper. Seks grupper har navne såvel som numre: for eksempel kaldes gruppe 17-grundstoffer for halogener og gruppe 18-grundstoffer for ædelgasser. Det periodiske system kan bruges til at udlede forholdene mellem grundstoffernes egenskaber og forudsige egenskaberne for nye grundstoffer, der endnu ikke er blevet opdaget eller syntetiseret. Det periodiske system er et nyttigt framework til analyse af kemisk opførsel og bruges bredt indenfor kemi og andre videnskaber.
Dmitrij Mendelejev udgav i 1869 det første anerkendte periodiske system. Han udviklede sit system for at illustrere de periodiske tendenser i egenskaberne blandt de dengang kendte grundstoffer. Mendelejev forudsagde også nogle egenskaber for dengang ukendte grundstoffer, som han forventede ville udfylde nogle huller i hans system. De fleste af hans forudsigelser blev bevist at være korrekte, da de pågældende grundstoffer efterfølgende blev opdaget. Mendelejevs periodiske system er sidenhen blevet udvidet og forfinet i takt med opdagelsen eller syntetiseringen af flere nye grundstoffer og udviklingen af nye teoretiske modeller til at forklare kemisk opførsel.
Alle grundstofferne fra atomnummer 1 (hydrogen) til 118 (oganesson) er blevet opdaget eller syntetiseret. De seneste tilføjelser (grundstof 113, 115, 117 og 118) blev bekræftet af IUPAC 30. december 2015. De første 94 grundstoffer eksisterer naturligt, selvom nogle kun findes i spormængder og blev syntetiseret i laboratorier, før de blev fundet i naturen. Grundstofferne med atomnumrene 95 til 118 er kun blevet syntetiseret i laboratorier, kernereaktorer eller ved kernevåbensprængninger. Flere syntetiske radionuklider af naturligt forekommende grundstoffer er også blevet produceret i laboratorier. Der forsøges aktivt at syntetisere grundstoffer med højere atomnumre.

## Oversigt
Hvert grundstof har et unikt atomnummer (Z), der repræsenterer antallet af protoner i dets kerne. De fleste grundstoffer har forskellige antal neutroner blandt de forskellige atomer. Disse varianter kaldes isotoper. For eksempel har carbon tre naturligt forekommende isotoper: alle dets atomer har seks protoner, og de fleste har også seks neutroner, men omkring 1% har syv neutroner, og en meget lille andel har otte neutroner. Isotoper separeres aldrig i det periodiske system; de grupperes altid sammen under et enkelt grundstof. Grundstoffer uden stabile isotoper har deres mindst ustabile isotopers atommasser vist i parentes.
I standardudgaven af det periodiske system opføres grundstofferne efter stigende atomnummer (antallet af protoner i et atoms kerne). En ny række (kaldet en periode) påbegyndes når en ny elektronskal får sin første elektron. Søjler (grupper) afgøres af atomets elektronkonfiguration; grundstoffer med det samme antal elektroner i en bestemt underskal placeres i den samme gruppe (oxygen og selenium er eksempelvis i samme gruppe fordi de begge har fire elektroner i den yderste p-underskal). Grundstoffer med lignende kemiske egenskaber placeres generelt i den samme gruppe i det periodiske system, selvom grundstofferne i f-blokken, og til en vis grad i d-blokken, ofte også deler egenskaber med andre grundstoffer i samme periode. Det er derfor relativt let at forudsige et grundstofs kemiske egenskaber hvis man kender egenskaberne for de grundstoffer, der omgiver det.
Pr. 2016 har det periodiske system 118 bekræftede grundstoffer, fra grundstof 1 (hydrogen) til 118 (ununoctium). Grundstofferne 113, 115, 117 og 118 blev officielt bekræftet af International Union of Pure and Applied Chemistry (IUPAC) i december 2015. Deres foreslåede navne, hhv. nihonium (Nh), moscovium (Mc), tennessine (Ts) og oganesson (Og), blev bekendtgjort af IUPAC i juni 2016. Disse navne vil ikke blive formelt godkendt før efter den fem-måneder-lange periode for offentlige kommentarer slutter i november 2016. Indtil da identificeres de formel ved deres atomnummer (f.eks. "grundstof 113"), eller ved deres midlertidige systematiske navne ("ununtrium", symbol "Uut").
De første 94 grundstoffer forekommer naturligt; de resterende 24, americium til oganesson (95–118), er menneskeskabte. Af de 94 naturligt forekommende grundstoffer er 84 primordiale og 10 forekommer kun i primordiale grundstoffers henfaldskæder.

## Grupperingsmetoder

### Grupper
En gruppe eller familie er en lodret søjle i det periodiske system. Grupper har normalt mere signifikante periodiske tendenser end perioder og blokke. Moderne kvantemekaniske teorier om atomstruktur forklarer gruppetendenser ved at foreslå, at grundstoffer indenfor samme gruppe generelt har de samme elektronkonfigurationer i deres valensskal. Som konsekvens heraf har grundstofferne i samme gruppe en tendens til at have en del kemi til fælles, og udviser klare tendenser i egenskaber med stigende atomnummer. I nogle dele af det periodiske system, såsom d-blokken og f-blokken, kan de vandrette ligheder dog være lige så vigtige, hvis ikke vigtigere, end de lodrette ligheder.
Som følge af en international navngivningskonvention er grupperne nummereret fra 1 til 18, fra den yderste venstre søjle (alkalimetallerne) til den yderste højre søjle (ædelgasserne). De var tidligere nummereret i romertal. I USA blev romertallene fulgt af enten et "A", hvis gruppen var i s-blokken eller p-blokken, eller et "B" hvis gruppen var i d-blokken. Romertallene svarede til det sidste tal i den moderne navngivningskonvention (dvs. gruppe 4 var gruppe IVB, og gruppe 14 var gruppe IVA). I Europa var bogstaverne lignende, bortset fra at "A" blev brugt hvis gruppen var før gruppe 10, og "B" blev brugt for grupper fra og med gruppe 10. Herudover blev gruppe 8, 9 og 10 oprindeligt set som en enkelt, tredobbelt gruppe, der på begge notationsformer var kendt som gruppe VIII. I 1988 blev det nye IUPAC-navngivningssystem taget i anvendelse, og de gamle gruppenavne blev betragtet som forældede.
Nogle af disse grupper har fået trivialnavne, selvom nogle af disse sjældent anvendes. Gruppe 3–10 har ingen trivialnavne, og omtales kun ved deres gruppenummer eller ved navnet på det første grundstof i gruppen (såsom "scandiumgruppen" for gruppe 3), da de udviser færre ligheder og/eller lodrette tendenser.
Grundstoffer i den samme gruppe har en tendens til at udvise mønstre i atomradius, ioniseringsenergi og elektronegativitet. Grundstoffernes atomradius øges fra toppen af gruppen og til bunden. Da der er flere fyldte energiniveauer, findes valenselektroner længere fra kernen. Fra toppen og ned har hvert på hinanden følgende grundstof en lavere ioniseringsenergi, da det er lettere at fjerne en elektron idet atomerne er mindre stramt bundet. På samme måde har en gruppe fra toppen og ned en aftagende elektronegativitet på grund af en øget afstand mellem valenselektroner og kernen. Der er dog undtagelser fra disse tendenser - et eksempel på dette er i gruppe 11, hvor elektronegativitet øges jo længere ned i gruppen man kommer.
| Gruppenr.               | Gruppenr.               | 1              | 2                  |          | 3           | 4           | 5           | 6       | 7         | 8       | 9         | 10        | 11        | 12      | 13     | 14         | 15          | 16          | 17        | 18                   |
| Mendelejev (I–VIII)     | Mendelejev (I–VIII)     | IA             | IIA                |          | IIIB        | IVB         | VB          | VIB     | VIIB      | VIIIB   | VIIIB     | VIIIB     | IB        | IIB     | IIIB   | IVB        | VB          | VIB         | VIIB      | [ nb 3 ]             |
| CAS (USA, A-B-A)        | CAS (USA, A-B-A)        | IA             | IIA                |          | IIIB        | IVB         | VB          | VIB     | VIIB      | VIIIB   | VIIIB     | VIIIB     | IB        | IIB     | IIIA   | IVA        | VA          | VIA         | VIIA      | VIIIA                |
| gl. IUPAC (Europa, A-B) | gl. IUPAC (Europa, A-B) | IA             | IIA                |          | IIIA        | IVA         | VA          | VIA     | VIIA      | VIIIB   | VIIIB     | VIIIB     | IB        | IIB     | IIIB   | IVB        | VB          | VIB         | VIIB      | 0                    |
| Trivialnavn             | Trivialnavn             | Alkalimetaller | Jordalkalimetaller |          |             |             |             |         |           |         |           |           |           |         |        |            |             | Chalkogener | Halogener | Ædelgasser           |
| Navn efter grundstof    | Navn efter grundstof    | Lithiumgr.     | Berylliumgr.       |          | Scandiumgr. | Titaniumgr. | Vanadiumgr. | Kromgr. | Mangangr. | Jerngr. | Koboltgr. | Nikkelgr. | Kobbergr. | Zinkgr. | Borgr. | Kulstofgr. | Kvælstofgr. | Iltgr.      | Fluorgr.  | Helium eller Neongr. |
| Periode 1               | Periode 1               | H              |                    |          |             |             |             |         |           |         |           |           |           |         |        |            |             |             |           | He                   |
| Periode 2               | Periode 2               | Li             | Be                 |          |             |             |             |         |           |         |           |           |           |         | B      | C          | N           | O           | F         | Ne                   |
| Periode 3               | Periode 3               | Na             | Mg                 |          |             |             |             |         |           |         |           |           |           |         | Al     | Si         | P           | S           | Cl        | Ar                   |
| Periode 4               | Periode 4               | K              | Ca                 |          | Sc          | Ti          | V           | Cr      | Mn        | Fe      | Co        | Ni        | Cu        | Zn      | Ga     | Ge         | As          | Se          | Br        | Kr                   |
| Periode 5               | Periode 5               | Rb             | Sr                 | [ nb 2 ] | Y           | Zr          | Nb          | Mo      | Tc        | Ru      | Rh        | Pd        | Ag        | Cd      | In     | Sn         | Sb          | Te          | I         | Xe                   |
| Periode 6               | Periode 6               | Cs             | Ba                 | La–Yb    | Lu          | Hf          | Ta          | W       | Re        | Os      | Ir        | Pt        | Au        | Hg      | Tl     | Pb         | Bi          | Po          | At        | Rn                   |
| Periode 7               | Periode 7               | Fr             | Ra                 | Ac–No    | Lr          | Rf          | Db          | Sg      | Bh        | Hs      | Mt        | Ds        | Rg        | Cn      | Nh     | Fl         | Mc          | Lv          | Ts        | Og                   |
| 1. 2. 3. 4.             |                         |                |                    |          |             |             |             |         |           |         |           |           |           |         |        |            |             |             |           |                      |

### Perioder
En periode er en vandret række i det periodiske system. Selvom grupper generelt har større periodiske tendenser, er der regioner hvor vandrette tendenser er mere udtalte end de lodrette gruppetendenser, såsom f-blokken, hvor lanthanider og actinider danner to betydelige grundstof-rækker.
Grundstoffer i den samme periode viser tendenser i atomradius, ioniseringsenergi, elektronaffinitet og elektronegativitet. Fra venstre mod højre daler atomradius normalt henover en periode. Dette sker fordi hvert følgende grundstof har en tilføjet proton og elektron, hvilket får elektronerne til at blive trukket tættere til kernen. Denne formindskelse af atomradiussen får også ioniseringsenergien til at stige, når man bevæger sig fra venstre mod højre i en periode. Jo strammere bundet et grundstof er, desto mere energi kræves for at fjerne en elektron. Elektronegativitet stiger på samme måde som ioniseringsenergi, på grund af det træk, der udøves på elektronerne af kernen. Elektronaffinitet viser også en lille tendens henover en periode. Metaller (den venstre side af en periode) har generelt en lavere elektronaffinitet end ikkemetaller (den højre side af en periode), med undtagelse af ædelgasserne.

### Blokke
Specifikke regioner af det periodiske system kan omtales som blokke efter den sekvens hvori grundstoffernes elektronskaller fyldes. Hver blok er navngivet efter den underskal hvori den "sidste" elektron teoretisk befinder sig. s-blokken består af de to første grupper (alkalimetaller og jordalkalimetaller) plus hydrogen og helium. p-blokken består af de sidste seks grupper, som er gruppe 13 til 18 i IUPAC-gruppenummereringen og indeholder, blandt andre grundstoffer, alle halvmetallerne. d-blokken består af gruppe 3 til 12 og indeholder alle overgangsmetallerne. f-blokken, der ofte vises under resten af det periodiske system, har ingen gruppenumre, og består af lanthanider og actinider.

### Metaller, halvmetaller og ikkemetaller
Grundstofferne kan klassificeres i de tre store kategorier metaller, halvmetaller og ikkemetaller i henhold til deres delte fysiske og kemiske egenskaber. Metaller er generelt skinnende, stærkt ledende faste stoffer, der danner legeringer med hinanden og saltlignende ioniske forbindelser med ikkemetaller (bortset fra ædelgasserne). Størstedelen af ikkemetaller er farvede eller farveløse isolerende gasser; ikkemetaller, der danner forbindelser med andre ikkemetaller gør det ved kovalente bindinger. Mellem metaller og ikkemetaller står halvmetaller, som har mellemliggende eller blandede egenskaber.
Metaller og ikkemetaller kan yderligere klassificeres i underkategorier, der viser en gradering fra metalliske til ikkemetalliske egenskaber, når man går fra venstre mod højre i rækkerne. Metallerne underopdeles i de stærkt reaktive alkalimetaller, de mindre reaktive jordalkalimetaller, lanthanider (også kaldet "jordmetaller") og actinider, de arketypiske overgangsmetaller og til slut de fysisk og kemisk svage post-overgangsmetaller (også blot kaldet "andre metaller"). Ikkemetallerne er blot opdelt i de polyatomiske ikkemetaller, der viser nogle gryende metalliske egenskaber idet de grænser op til halvmetallerne; de diatomiske ikkemetaller, der hovedsageligt er ikkemetalliske; og de monatomiske ædelgasser, som er ikkemetalliske og næsten fuldstændig inaktive. Somme tider anvendes også specialiserede grupperinger, såsom varmebestandige metaller (også kaldet "refraktære" eller "ildfaste" metaller) og ædelmetaller.
Placeringen af grundstofferne i kategorier og underkategorier baseret på delte egenskaber er ikke en perfekt videnskab. Der findes et spektrum af egenskaber indenfor hver kategori, og det er ikke svært at se overlappende grænser. For eksempel klassificeres beryllium som et jordalkalimetal på trods af at dets amfotere kemi og tendens til hovedsageligt at danne kovalente bindinger begge er egenskaber, der normalt forbindes med kemisk svage eller post-overgangsmetaller. Radon klassificeres som et ikkemetal og en ædelgas, på trods af at det har en del kationisk kemi, som er mere karakteristisk for et metal.

## Periodiske tendenser

### Elektronkonfiguration
Elektronkonfigurationen, eller organiseringen af elektroner i kredsløb omkring neutrale atomer, viser et tilbagevendende mønster eller periodicitet. Elektronerne fylder en række elektronskaller (nummereret skal 1, skal 2 og så videre). Hver skal består af en eller flere underskaller (navngivet s, p, d, f og g). Efterhånden som atomnummeret stiger fylder elektroner progressivt mere eller mindre i disse skaller og underskaller, ifølge Madelung-reglen eller energiopstillingsreglen. Neons elektronkonfiguration er for eksempel 1s2 2s2 2p6. Neon har et atomnummer på ti, og har dermed to elektroner i den første skal og otte elektroner i den anden skal — to i s-underskallen og seks i p-underskallen. I det periodiske system svarer påbegyndelsen af en ny periode til den første gang en elektron placeres i en ny skal. Disse positioner besættes af hydrogen og alkalimetallerne.
Da et grundstofs egenskaber hovedsageligt afgøres af dets elektronkonfiguration udviser grundstoffernes egenskaber ligeledes tilbagevendende mønstre eller periodisk opførsel. Denne "periodicitet" (hyppighed) blandt egenskaberne blev bemærket af Johann Wolfgang Döbereiner i 1800-tallet, længe før Niels Bohr udviklede den underliggende teori, og førte til etableringen af den periodiske lov.

### Atomradiusser
Atomradiusser varierer på forudsigelig og forklarlig måde henover det periodiske system. For eksempel mindskes radius generelt henover hver periode i systemet, fra alkalimetallerne til ædelgasserne; og stiger efterhånden som man bevæger sig nedad i hver gruppe. Radius stiger skarpt mellem ædelgassen i slutningen af hver periode og alkalimetallet i begyndelsen af den næste periode. Disse tendenser i atomradius (og diverse andre kemiske og fysiske egenskaber ved grundstofferne) kan forklares ved elektronskalsteorien om atomerne; de var vigtige beviser for udviklingen af bekræftelsen af kvanteteori.
Elektronerne i 4f-underskallen, som fyldes progressivt fra cerium (grundstof 58) til ytterbium (grundstof 70), er ikke synderligt effektive til at skærme den voksende atomladning fra de yderliggende underskaller. Grundstofferne, der følger øjeblikkeligt efter lanthaniderne har atomradiusser, der er mindre end forventet og som er næsten identiske med atomradius på de grundstoffer, der ligger umiddelbart over dem. Således har hafnium næsten den samme atomradius (og kemi) som zirconium og tantalum har en atomradius, der minder om niobiums, etc. Dette kendes som lanthanidkontraktionen. Lanthanidkontraktionens effekt kan ses helt op til platin (grundstof 78), hvorefter den maskeres af en relativistisk effekt, der kendes som de inaktive elektronpars effekt. d-blok-kontraktionen, som er en lignende effekt mellem d-blokken og p-blokken, er mindre udtalt end lanthanidkontraktionen, men skyldes lignende omstændigheder.

### Ioniseringsenergi
Den første ioniseringsenergi er den energi, der kræves for at fjerne en elektron fra et atom, den anden ioniseringsenergi er den energi der kræves for at fjerne et andet elektron fra atomet, og så videre. For ethvert givent atom stiger de ioniseringsenergierne i takt med graden af ionisering. I magnesiums tilfælde er den første ioniseringsenergi for eksempel 738 kJ/mol og den anden er 1450 kJ/mol. Elektroner i de tættere kredsløb oplever større elektrostatisk tiltrækningskraft; derfor kræver deres fjernelse i stigende grad mere energi. Ioniseringsenergi bliver større jo længere op mod øverste højre hjørne af det periodiske system man befinder sig.
Store spring i de successive molære ioniseringsenergier sker når man fjerner en elektron fra en ædelgas' komplette elektronskalskonfiguration. I magnesiums tilfælde svarer de to første molære ioniseringsenergier, nævnt ovenfor, til at fjerne de to 3s-elektroner, og den tredje ioniseringsenergi er en langt større 7730 kJ/mol, for fjernelsen af en 2p-elektron fra Mg2+'s meget stabile, neon-lignende konfiguration. Lignende spring sker i ioniseringsenergierne hos andre atomer på tredje-række.

### Elektronegativitet
Elektronegativitet er et atoms tendens til at tiltrække elektroner. Et atoms elektronegativitet påvirkes både af dets atomnummer og afstanden mellem valenselektronerne og kernen. Jo højere elektronegativitet et grundstof har, desto mere tiltrækker det elektroner. Det blev for første gang foreslået af Linus Pauling i 1932. Generelt øges elektronegativitet når man går fra venstre mod højre i en periode, og daler jo længere ned man kommer i en gruppe. Af den grund er fluor det mest elektronegative af alle grundstofferne, mens cæsium er det mindst elektronegative, i det mindste blandt de grundstoffer som der findes omfattende data om.
Der findes dog nogle undtagelser fra denne generelle regel. Gallium og germanium har højere elektronegativitet end henholdsvis aluminium og silicium på grund af d-blok-kontraktionen. Grundstoffer i den fjerde periode umiddelbart efter den første række af overgangsmetallerne har usædvanligt små atomradiusser idet 3d-elektronerne ikke effektivt skærmer den øgede kerneladning, og mindre atomstørrelse korrelerer med højere elektronegativitet. Blys usædvanligt høje elektronegativitet, især når det sammenlignes med thallium og bismuth, lader til at være et resultat af dataselektion (og datatilgængelighed) — andre udregningsmetoder end Pauling-metoden viser de normale periodiske tendenser for disse grundstoffer.

### Elektronaffinitet
Et atoms elektronaffinitet er den mængde energi, der frigives når et elektron tilføjes til et neutralt atom for at danne en negativ ion. Selvom elektronaffinitet varierer voldsomt kan der dog ses nogle mønstre. Generelt set har ikkemetallerne flere positive elektronaffinitetsværdier end metallerne. Klor er det grundstof der stærkest tiltrækker en ekstra elektron. Ædelgassernes elektronaffiniteter er ikke blevet målt afgørende, så de kan muligvis have let negative værdier.
Elektronaffinitet stiger generelt henover en periode. Dette skyldes påfyldningen af atomets valensskal; et gruppe 17-atom frigiver mere energi end et gruppe 1-atom ved modtagelsen af et elektron, fordi det opnår en fyldt valensskal og derfor er mere stabilt.
Man kunne forvente en dalende elektronaffinitet efterhånden som man gik ned ad en gruppe, idet det nytilkomne elektron ville komme ind i et kredsløb, der ligger længere væk fra kernen, derfor ville være mindre tiltrukket af kernen og ville frigive mindre energi når det blev tilføjet. Imidlertid viser det sig, når man kører nedover en gruppe, at omkring en tredjedel af grundstommerne er anormale, og tungere grundstoffer har højere elektronaffiniteter end deres lettere kongener. Dette skyldes overordnet d- og f-elektronernes ringe skærmning. Et fælles fald i elektronaffinitet ses kun i gruppe 1-atomer.

### Metallisk karakter
Jo lavere ioniseringsenergi, elektronegativitet og elektronaffinitet, desto mere metallisk er et grundstof. Vice versa betyder en ikkemetallisk karakter en stigning i disse værdier. På grund af disse tre egenskabers periodiske tendenser, har metallisk karakter en tendens til at dale idet man bevæger sig henover en periode, og at stige idet man bevæger sig nedover en gruppe - dog med nogle uregelmæssigheder, der hovedsageligt skyldes dårlig skærmning af kernen fra d- og f-elektroner, samt relativistiske effekter. Således befinder de mest metalliske grundstoffer (såsom cæsium og francium) sig nederst til venstre i det traditionelle periodiske system, mens de mest ikkemetalliske grundstoffer (oxygen, fluor, klor) befinder sig øverst til højre. Kombinationen af vandrette og lodrette tendenser i metallisk karakter forklarer den trappeformede opdeling mellem metaller og ikkemetaller, der findes på nogle udgaver af det periodiske system, samt den praksis at man somme tider kategoriserer flere grundstoffer langs den linje, samt grundstofferne ved siden af disse, som halvmetaller.

## Historie

### Første forsøg på systematisering
I 1789 udgav Antoine Lavoisier en liste over 33 kemiske grundstoffer, som han grupperede i gasser, metaller, ikkemetaller og de sjældne jordarters metaller. Kemikere brugte det følgende århundrede på at søge efter en mere præcis klassifikationsordning. I 1829 bemærkede Johann Wolfgang Döbereiner at mange af grundstofferne kunne grupperes i triader baseret på deres kemiske egenskaber. Lithium, natrium og kalium blev for eksempel grupperet sammen i en triade som bløde, reaktive metaller. Döbereiner bemærkede også at, når de blev arrangeret efter atomvægt, svarede det andet grundstof i hver triade omtrent til gennemsnittet af det første og tredje; dette blev kendt som triadeloven. Den tyske kemiker Leopold Gmelin arbejdede videre med dette system, og i 1843 havde han identificeret ti triader, tre grupper af fire, samt en gruppe af fem. Jean-Baptiste Dumas udgav i 1857 værker, der beskrev forholdet mellem forskellige grupper af metaller. Selvom forskellige kemikere var i stand til at identificere forholdene mellem små grupper af grundstoffer, manglede der stadig en ordning, der kunne omfatte dem alle.
I 1857 bemærkede den tyske kemiker August Kekulé at carbon ofte har fire andre atomer bundet til det. Methan har for eksempel et carbonatom og fire hydrogenatomer. Dette koncept blev senere kendt som valens; forskellige grundstoffer binder med forskelligt antal atomer.
I 1862 udgav Alexandre-Emile Béguyer de Chancourtois, en fransk geolog, en tidlig form for periodisk system, som han kaldte den telluriske helix eller skrue. Han var den første person til at bemærke grundstoffernes periodicitet. Idet de Chancourtois arrangerede grundstofferne i en spiral på en cylinder efter stigende atomvægt, var han i stand til at vise at grundstoffer med lignende egenskaber fremkom med regelmæssige intervaller. Hans kortlægning inkluderede ikke kun grundstoffer, men også nogle ioner og forbindelser. Det anvendte derudover geologiske snarere end kemiske begreber, og inkluderede ikke et diagram; som resultat heraf blev det i det store ignoreret frem til Dmitrij Mendelejevs værk.
I 1864 udgav Julius Lothar Meyer, en tysk kemiker, et system med 44 grundstoffer arrangeret efter valens. Systemet viste at grundstoffer med lignende egenskaber ofte delte den samme valens. Omtrent samtidig udgav William Odling, en engelsk kemiker, en ordning af 57 grundstoffer, ordnet på basis af deres atomvægt. Han bemærkede, omend med nogle uregelmæssigheder og huller, at der lod til at være en periodicitet af atomvægt blandt grundstofferne, og at dette stemte overens med deres normale grupperinger. Odling antydede idéen om en periodisk lov, men undersølte ikke muligheden nærmere. Han foreslog efterfølgende (i 1870) en valensbaseret klassifikation af grundstofferne.
Den engelske kemiker John Newlands producerede en række afhandlinger fra 1863 til 1866, hvori han bemærkede at når grundstofferne blev opstillet efter stigende atomvægt kunne man se ens fysiske og kemiske egenskaber vende tilbage ved et interval på otte; han sammenlignede denne periodicitet med musikkens oktaver. Denne såkaldte "oktavlov" blev dog latterliggjort af Newlands' samtidige, og Chemical Society nægtede at udgive hans værk. Newlands var dog alligevel i stand til at udarbejde en tabel over grundstofferne, og bruge den til at forudsige eksistensen af manglende grundstoffer, såsom germanium. Chemical Society anerkendte først hans opdagelsers betydning fem år efter de anerkendte Mendelejev.
I 1867 udgav Gustavus Hinrichs, en danskfødt kemiker fra USA, et spiralformet periodsik system baseret på atomare spektre og vægt, samt kemiske ligheder. Hans værk blev betragtet som idiosynkratisk, demonstrativt og unødigt kringlet, hvilket kan have medvirket til samtidens modstand mod det.

### Mendelejevs system
Den russiske kemiprofessor Dmitrij Mendelejev og den tyske kemiker Julius Lothar Meyer udgav uafhængigt af hinanden deres periodiske systemer i henholdsvis 1869 og 1870. Mendelejevs system var hans første udgivne udgave, mens Meyers var en udvidet version af Meyers egne system fra 1864. De konstruerede begge deres systemer ved at liste grundstofferne i rækker eller søjler efter atomvægt, og startede en ny række eller søjle hver gang grundstoffernes elementer begyndte at gå igen.
Mendelejevs system blev bredt anerkendt og accepteret, hvilket særligt skyldtes to beslutninger han traf: For det første efterlod han huller i systemet når det lod til at det tilsvarende grundstof endnu ikke var blevet opdaget. Mendelejev var ikke den første kemiker med den tilgang, men han var den første der blev anerkendt for at bruge tendenserne i sit periodiske system til at forudsige egenskaberne på de manglende grundstoffer, såsom gallium og germanium. For det andet ignorerede han til tider den orden som atomvægten indikerede, og byttede rundt på tilstødende grundstoffer, såsom tellur og jod, for bedre at klassificere dem i kemiske familier. Senere, i 1913, afgjorde Henry Moseley atomladningens eksperimentelle værdier, eller hvert grundstofs atomnummer, og viste at Mendelejevs opstilling faktisk svarede til rækkefølgen ved opstilling efter stigende atomnummer.
Atomnumrenes vigtighed for organiseringen af det periodiske system blev ikke værdsat før protoner og neutroners eksistens (og funktioner) blev bedre forstået mange år senere. Mendelejevs periodiske system brugte atomvægt i stedet for atomnummer til at organisere grundstofferne, da atomvægt omtrentligt kunne fastslås på hans tid. Atomvægt blev i de fleste tilfælde forstået godt nok til at der kunne gives en præsentation, der kunne forudsige de manglende grundstoffers egenskaber mere præcist end nogen anden metode der var kendt på den tid. Udskiftning til atomnumre gav senere en definitiv, heltalsbaseret sekvens for grundstofferne, og Moseley forudsagde (i 1913) at de eneste grundstoffer der stadig manglede mellem aluminium (Z=13) og guld (Z=79) var Z = 43, 61, 72 og 75, som alle senere blev opdaget. Sekvensen af atomnumre anvendes stadig i dag, selv mens nye syntetiske grundstoffer bliver produceret og studeret.

### Anden udgave og yderligere udvikling
I 1871 udgav Mendelejev sit periodiske system i en ny udgave, med grupper af lignende grundstoffer arrangeret i søjler snarere end i rækker, og disse søjler nummereret I til VIII svarende til grundstoffets oxideringsstadie. Han gav også detaljerede forudsigelser af egenskaberne for grundstoffer, som han tidligere havde bemærket manglede, men burde eksistere. Disse huller blev senere udfyldt, efterhånden som kemikere opdagede flere naturligt forekommende grundstoffer. Det nævnes ofte at det naturligt forekommende grundstof, der blev opdaget sidst, var francium (af Mendelejev kaldet eka-cæsium) in 1939. Plutonium, der blev produceret syntetisk i 1940, blev dog identificeret i spormængder som et naturligt forekommende primordielt grundstof i 1971.
Det populære periodiske tabellayout, der også kendes som standardudgaven, tilskrives Horace Groves Deming. I 1923 udgav Deming, en amerikansk kemiker, et kort (Mendelejev-stil) og et mellemstort (18-søjlet) periodisk system. Merck & Co. forberedte et uddelingsark af Demings 18-søjlede mellemstore system i 1928, som derefter blev vidt omdelt i amerikanske skoler. I 1930'erne figurerede Demings system i lærebøger og kemiencyklopædier. Det blev også distribueret i mange år efter distribueret af Sargent-Welch Scientific Company.
I takt med udviklingen af moderne kvantemekaniske teorier om elektronkonfigurationer i atomer, blev det tydeligt at hver periode i systemet svarede til opfyldningen af en kvanteskal af elektroner. Større atomer har flere elektron-underskaller, så senere systemer har fået stadig længere perioder.
I 1945 foreslog den amerikanske forsker Glenn Seaborg at actinid-grundstoffer, såsom lanthaniderne, fyldte et f-underniveau. Indtil da havde man ment at actiniderne dannede en fjerde række i d-blokken. Seaborgs kollegaer frarådede ham at udgive en så radikal påstand, da den sandsynligvis ville ødelægge hans karriere. Da Seaborg mente at han på daværende tidspunkt ikke havde nogen egentlig karriere at ødelægge, udgav han alligevel sin påstand. Seaborgs påstand viste sig at være korrekt, og han i 1951 vandt han Nobelprisen i kemi for sit arbejde med at syntetisere actinid-grundstoffer.
Selvom der naturligt forekommer små mængder af nogle transuraner, blev de opdaget i laboratorier først. Produktionen af disse grundstoffer - hvoraf det første, neptunium, blev syntetiseret i 1939 - udvidede det periodiske system betragteligt. Det er svært at påvise og karakterisere transuranerne når de produceres, idet mange af transuranerne er højst ustabile og henfalder meget hurtigt. Der har været kontroverser omkring accept af konkurrerende påstande om opdagelse (og navngivning) for nogle grundstoffer, hvilket har krævet uafhængige eftersyn til at afgøre hvem der kan få prioritet, og dermed navngivningsret.
3. december 2015 blev grundstofferne 113, 115, 117 og 118 formelt anerkendt af IUPAC, hvilket færdiggjorde den syvende række i det periodiske system. 8. juni 2016 bekendtgjorde IUPAC de foreslåede navne for hvert grundstof: Nihonium (Nh) for grundstof 113 på grund af at dets opdagelse blev gjort ved RIKEN i Japan. Det bliver dermed det første grundstof til at blive navngivet efter et sted i Østasien. Grundstof 115 foreslås navngivet moscovium (Mc) efter Det forenede institut for kerneforsknings placering i Moskva, Rusland. Grundstof 117 bliver tennessin (Ts), som henvisning til den amerikanske delstat Tennessee, hvor Oak Ridge National Laboratory ligger. Grundstof 118 foreslås navngivet til oganesson (Og), til ære for den russiske fysiker Yuri Oganessian, som var leder af det holde der syntetiserede det.

## Forskellige periodiske systemer

### Varianter af gruppe 3
| La og Ac under Y |

Der findes tre centrale varianter af det periodiske system, som hver især varierer i gruppe 3. Scandium og yttrium vises altid som de to første grundstoffer i denne gruppe; forskellene består i de tilbageværende grundstoffer.
Gruppe 3 er Sc, Y og La, Ac. Lanthanum (La) og actinium (Ac) i de to positioner under yttrium. Denne variant er den mest udbredte. Den lægger vægt på lighederne i periodiske tendenser når man går nedover gruppe 1, 2 og 3, på bekostning af diskontinuiteter mellem gruppe 3 og 4 og fragmentering af lanthaniderne og actiniderne.
| Lu og Lr under Y |

Gruppe 3 er Sc, Y og Lu, Lr. Lutetium (Lu) og lawrencium (Lr) i de to positioner under yttrium. Denne variant bevarer en 14-søjler-bred f-blok, mens den fragmenterer lanthaniderne og actiniderne. Den lægger vægt på ligheder i periodiske tendenser mellem gruppe 3 og de følgende grupper på bekostning af diskontinuiteter mellem gruppe 2 og 3.
| Markører under Y |

Gruppe 3 er Sc, Y og 15 lanthanider og 15 actinider. De to positioner under yttrium indeholder lanthaniderne og actinider (muligvis angivet ved fodnotemarkører). Denne variant fokuserer lægger vægt på ligheder i kemien for de 15 lanthanid-grundstoffer (La–Lu), på bekostning af flertydighed omkring hvilke grundstoffer, der indtager de to gruppe 3-positioner under yttrium, og tilsyneladende en 15-søjler-bred f-blok (der kan kun være 14 grundstoffer i en række i f-blokken).
De tre varianter stammer fra historiske problemer med at placere lanthaniderne i det periodiske system, og diskussioner om hvor f-blokkens grundstoffer starter og slutter. Det er blevet foreslået at sådanne diskussioner er bevis på at "det er en fejl at opbryde det [periodiske] system i skarpt afgrænsede blokke". Sideløbende er nogle versioner af tomarkørs-systemet blevet kritiseret for at antyde at alle 15 lanthanider placeres på den ene placering under yttrium, hvilket bryder med det grundlæggende princip om "en plads, et grundstof".
Når Lu-og-Lr-systemet sammenlignes med La-og-Ac-varianten er der tilsyneladende færre undtagelser fra den regelmæssig påfyldning af 4f-kredsløbene blandt de efterfølgende grundstoffer i serien. I modsætning til varianten med de to markører, er der ingen flertydighed i gruppe 3.

### Periodiske systemer med forskellige strukturer
Indenfor de første 100 år efter udgivelsen af Mendelejevs system i 1869, er der blevet udgivet omkring 700 forskellige versioner af det periodiske system. Dette inkluderer både mange rektangulære varianter, såvel som periodiske systemer i andre former, for eksempel cirkler, kuber, cylindere, bygninger, spiraler, lemniskat, oktagone prismer, pyramider, kugler eller trekanter. Sådanne alternativer er ofte blevet udviklet for at understrege eller tydeliggøre nogle af grundstoffernes kemiske eller fysiske egenskaber, der ikke er tydeliggjorte i traditionelle periodiske systemer.
Det moderne periodiske system udvides somme tider til sin 32-søjler-lange form ved at genindsætte f-blok-grundstofferne fra fodnoten i deres naturlige position mellem s- og d-blokkene. I modsætning til formen med 18 søjler så resulterer dette arrangement ikke nogle forstørrelser af sekvensen af stigende atomnumre". f-blokkens forhold til det periodiske systems andre blokke bliver også tydeligere. Jensen anbefaler en form med 32 søjler på basis af at lanthaniderne og actiniderne ellers kan komme til at blive betragtet som kedelige, uvigtige grundstoffer, der kan sættes for sig selv og ignoreres. På trods af disse fordele undgås versionen med 32 søjler generelt af mange udgivere på grund af dens aflange rektangulære form, der passer dårligt ind i de fleste bøger.
En populær alternativ struktur kan findes hos Theodor Benfey (1960). Han arrangerede således grundstofferne i en spiral, med hydrogen i midten og overgangsmetallerne, lanthaniderne og actiniderne på deres egne "halvøer".
De fleste periodiske systemer er todimensionelle; der kendes dog tredimensionelle systemer helt tilbage til mindst 1862 (før Mendeleevs todimensionelle system fra 1869). Blandt nyere eksempler er Courtines' periodiske klassifikation (1925), Wringley's Lamina-system (1949),
Giguère's Periodiske helix (1965) og Dufours periodiske træ (1996). Stowes "Fysikerens periodiske system" (1989) går et skridt videre, og er blevet beskrevet som firedimensionelt (med tre spatielle dimensioner og en farvedimension).
De forskellige former for periodiske systemer kan forstås som liggende på et kontinuum mellem kemi og fysik. I den kemiske ende af dette kontinuum ligger eksempelvis Rayner-Canham's "ustyrlige" Inorganic Chemist's Periodic Table (2002), som lægger vægt på tendenser og mønstre, samt usædvanlige kemiske forhold og egenskaber. Nær fysik-enden af kontinuumet ligger Janet's Left-Step Periodic Table (1928). Dette har en struktur, der viser en tættere forbindelse til rækkefølgen af påfyldning på elektronskallerne og, som følge heraf, på kvantemekanik. En ret lignende tilgang er blevet taget af Alper, omend denne er blevet kritiseret af Scerri for at ignorere behovet for at vise kemisk og fysisk periodicitet. Et sted i midten af kontinuumet ligger den velkendte standardudgave af det periodiske system. Denne vurderes at være bedre til at udtrykke empiriske tendenser i fysisk stadie, elektrisk og termisk ledningsevne samt oxidationsnummer, og andre egenskaber kan let udledes gennem traditionelle teknikker i kemiske laboratorier.

## Åbne spørgsmål og kontroverser

### Grundstoffer med ukendte kemiske egenskaber
Selvom alle grundstofferne frem til ununoctium er blevet opdaget, er det, ud af alle grundstofferne over hassium (grundstof 108), kun copernicium (grundstof 112) og flerovium (grundstof 114), der har kendte kemiske egenskaber. De andre grundstoffer kan opføre sig anderledes end hvad der er forudsagt ved ekstrapolering, på grund af relativistiske effekter; for eksempel blev det forudsagt at flerovium muligvis ville udvise nogle ædelgas-lignende egenskaber, selvom det i øjeblikket er placeret i carbongruppen. Nylige eksperimenter har dog antydet at flerovium kemisk opfører sig som bly, hvilket er hvad der forventes ud fra dets placering i det periodiske system.

### Yderligere udvidelser til det periodiske system
Det er uklar hvorvidt nye grundstoffer vil fortsætte det nuværende periodiske system som en ottende periode, eller hvorvidt der vil kræves yderligere tilpasninger af systemet. Seaborg forventede at den ottende periode ville følge det tidligere etablerede mønster præcist, så det ville inkludere en to-grundstof-lang s-blok til grundstof 119 og 120, en ny g-blok til de næste 18 grundstoffer, og 30 yderligere grundstoffer som fortsættelse af de nuværende f-, d- og p-blokke. Efterfølgende har fysikere såsom Pekka Pyykkö teoretiseret at disse yderligere grundstoffer ikke følger Madelung-reglen, som forudsiger hvordan elektronskaller fyldes, og dermed påvirker det nuværende periodiske systems udseende.

### Grundstof med det højest mulige atomnummer
Det vides ikke hvad der er det maksimale antal mulige grundstoffer. En meget tidlig formodning blev fremsat af Elliot Adams, der i 1911, baseret på arrangeringen af grundstofferne i hver horisontal periodiske række, vurderede at grundstoffer med atomvægt på mere end 256± (hvilket svarer til et sted mellem grundstof 99 og 100) ikke kunne eksistere. Et højere — og mere nyligt — estimat er at det periodiske system kan slutte kort efter det Magiske tal, som forventes at ligge omkring grundstof 126, da udvidelsen af de periodiske og nuklidemæssige systemer begrænses af protoners og neutroners drip line. Blandt andre forudsigelser af slutningen på det periodiske system er John Emsleys forudsigelse af en afslutning på grundstof 128, Richard Feynmans på grundstof 137, og Albert Khazan, der foreslog en afslutning ved grundstof 155.
Bohr-modellen
Bohr-modellen udviser problemer for atomer med atomnumre på mere end 137, da ethvert grundstof med et atomnummer på mere end 137 ville kræve 1s-elektroner, der bevægede sig hurtigere end c, lysets hastighed. Den ikke-relativistiske Bohr-model er derfor upræcis når den anvendes på sådanne grundstoffer.
Relativistisk Dirac-ligning
Den relativistiske Dirac-ligning har problemer med grundstoffer med mere end 137 protoner. For sådanne grundstoffer bliver Dirac-grundtilstandens bølgefunktion oscillerende snarere end bundet, og der er intet hul mellem de positive og negative energispektra, som i Klein-paradokset. Mere præcise udregninger tager kernens finitte størrelse med i beregningerne, og indikerer at den bindende energi først overskrider grundstoffernes begrænsning ved mere end 173 protoner. For tungere grundstoffer er det tilfældet at hvis det inderste kredsløb (1s) ikke er fyldt så vil kernens elektriske felt trække en elektron ud af vakuumet, hvilket vil resultere i den spontane emission af en positron; Dette sker dog ikke hvis det inderste kredsløb er fyldt, så grundstof 173 er ikke nødvendigvis afslutningen på det periodiske system.

### Hydrogen og heliums placering
Hvis man blot fulgte elektronkonfigurationerne skulle hydrogen (elektronkonfiguration 1s1) og helium (1s2) placeres i gruppe 1 og 2, over lithium ([He]2s1) og beryllium ([He]2s2). Sådan placering bruges dog kun i forbindelse med elektronkonfigurationer: Da ædelgasserne (dengang kaldet "inaktive gasser") blev opdaget tilbage i 1900 blev de kendt som "gruppe 0", hvilket reflekterede at de ikke på daværende tidspunkt så ud til at udvise nogen kemisk reaktivitet, og helium blev placeret i toppen af gruppen, da det delte gruppens ekstreme kemiske inaktivitet. Efter gruppen skiftede sit formelle gruppenummer fortsatte mange forfattere med at sætte helium direkte over neon, i gruppe 18.
Hydrogens kemiske egenskaber ligner ikke alkalimetallerne i gruppe 1 særlig meget, og af den grund placeres grundstoffet somme tider andre steder: et af de mest almindelige alternativer er i gruppe 17; en af faktorerne bag dette er hydrogens strengt univalente, hovedsageligt ikke-metalliske kemi, og at fluor (grundstoffet i toppen af gruppe 17) er strengt univalent og ikke-metallisk. Somme tider kan det vises i to søjler på en gang, for at vise hvordan hydrogen har egenskaber der svarer til både alkalimetaller og halogener. Et andet forslag er at placere hydrogen over carbon i gruppe 14: der passer det ind i tendensen af stigende ioniseringspotentiale og elektronaffinitet, og er ikke synderligt langt fra elektronegativitetstendensen. Slutteligt placeres hydrogen også somme tider helt separat fra alle grupper; dette forklares med hvordan hydrogens generelle egenskaber adskiller sig fra nogen gruppes: i modsætning til hydrogen viser de andre gruppe 1-grundstoffer ekstremt metallisk opførsel; gruppe 17-grundstofferne danner ofte salte (deraf udtrykket "halogen"); alle andre gruppers grundstoffer udviser en del multivalent kemi. Det andet grundstof i periode 1, helium, placeres ligeledes somme tider separat fra alle grupperne. Den egenskab, der adskiller helium fra resten af ædelgasserne (skønt heliums ekstraordinære inaktivitet er ekstremt tæt på neons og argons) er dens lukkede elektronskal, da helium kun har to elektroner i det yderste elektronkredsløb, mens resten af ædelgasserne har otte.

### Grupper omfattet som overgangsmetaller
Definitionen på et overgangsmetal, som den gives af IUPAC, er et grundstof, hvis atom har en ufuldendt d-underskal, eller som kan få kationer til at rejse sig med en ufyldt d-underskal. Pr. denne definition er alle grundstofferne i gruppe 3-11 overgangsmetaller. IUPAC-definitionen ekskluderer derfor gruppe 12, bestående af zink, cadmium og kviksølv, fra kategorien af overgangsmetaller.
Nogle kemikere behandler "d-blok-grundstoffer" og "overgangsmetaller" i flæng, og inkluderer dermed gruppe 3–12 blandt overgangsmetallerne. I dette eksempel behandles gruppe 12-grundstofferne som et særligt tilfælde af overgangsmetaller, hvori d-elektronerne ikke er normalt involveret i kemisk binding. Den nylige opdagelse af, at kviksølv kan bruge sine d-elektroner i dannelsen af kviksølv(IV)fluorid (HgF4) har fået nogle kommentatorer til at foreslå at kviksølv bør anses som et overgangsmetal. Andre kommentatorer, såsom Jensen, har indvendt at dannelsen af en forbindelse såsom HgF4 kun kan ske under meget usædvanlige betingelser, og at kviksølv derfor ikke kan betragtes som et overgangsmetal ifølge nogen almindeligt vedtaget fortolkning af betegnelsen.
En tredje gruppe kemikere ekskluderer også gruppe 3-grundstoffer fra definitionen af et overgangsmetal. De gør dette på basis af at gruppe 3-grundstoffer ikke danner ioner med en delvist fyldt d-skal, og derfor ikke udviser nogle af de egenskaber, der er karakteristiske for overgangsmetallers kemi. I dette tilfælde er det derfor kun gruppe 4–11 der betragtes som overgangsmetaller.

### Periode 6 og 7 i gruppe 3
Selvom scandium og yttrium altid er de to første grundstoffer i gruppe 3, er der uenighed om de to næste grundstoffer. De er enten lanthanum og actinium; eller lutetium og lawrencium. Der er blevet fremført både fysiske og kemiske begrundelser for sidstnævnte ordninger men der er stadig uenighed. De fleste arbejdende kemikere er ikke klar over at der er uenighed på området. I december 2015 blev der etableret et IUPAC-projekt til at komme med en anbefaling på området.
Lanthanum og actinium afbildes traditionelt som de sidste to gruppe 3-grundstoffer. Det er blevet nævnt at dette layout stammer fra 1940'erne, hvor det periodiske systems udformning afhang af grundstoffernes elektronkonfigurationer og idéen om det differentierende elektron. Caesium, barium og lanthanums konfigurationer er [Xe]6s1, [Xe]6s2 og [Xe]5d16s2. Lanthanum har dermed en 5d differentierende elektron, og dette placerer det i gruppe 3, som det første element i d-blokken for periode 6. Der ses dermed et konsekvent sæt elektronkonfigurationer i gruppe 3: scandium [Ar]3d14s2, yttrium [Kr]4d15s2 og lanthanum [Xe]5d16s2. I periode 6 blev ytterbium dog stadig tilskrevet en elektronkonfiguration på [Xe]4f135d16s2 og lutetium [Xe]4f145d16s2, hvilket resulterede i en 4f differentierende elektron for lutetium og etablerede det som det sidste element i f-blokken for periode 6". Matthias beskrev placeringen af lanthanum under yttrium som "en fejl i det periodiske system — desværre hovedsageligt udbredt af det walisiske Sargent-Welch Company [...] og [...] alle kopierede det". Lavelle argumenterede yderligere for bevarelsen af lanthanum under yttrium givet at flere velkendte lærebøger indeholdt periodiske systemer med en sådan opstilling.
I andre systemer er lutetium og lawrencium de tilbageværende grundstoffer i gruppe 3. Tidlige teknikker til at kunne adskille scandium, yttrium og lutetium kemisk var afhængige af det faktum at disse grundstoffer fremkom sammen i den såkaldte "yttriumgruppe" hvorimod La og Ac fremkom sammen i "ceriumgruppen". Af denne grund blev lutetium, snarere end lanthanum, placeret i gruppe 3 af nogle kemikere i 1920'erne og 1930'erne. Senere påviste arbejde med spektroskopi at ytterbiums elektronkonfiguration faktisk var [Xe]4f146s2. Dette betød at ytterbium og lutetium — sidstnævnte med [Xe]4f145d16s2 — begge havde 14 f-elektroner, hvilket resulterede i en d- snarere end en f- differentierende elektron for lutetium og gjorde den til en lige så gyldig kandidat som [Xe]5d16s2 lanthanum til positionen under yttrium i gruppe 3 i det periodiske system. Flere fysikere valgte i 1950'erne og 1960'erne lutetium til pladsen, på grund af en sammenligning af flere fysiske egenskaber med lanthanums. Denne opstilling, hvori lanthanum er det første element i f-blokken, bestrides af nogle forfattere idet lanthanum slet ikke har nogle f-elektroner. Det er dog blevet indvendt at dette ikke er en gyldig bekymring givet nogle af det periodiske systems andre abnormiteter — thorium har for eksempel heller ingen f-elektroner, men er alligevel en del af f-blokken. Hvad angår lawrencium så blev dets elektronkonfiguration bekræftet i 2015 som værende [Rn]5f147s27p1. En sådanne konfiguration repræsenterer en anden abnormitet i det periodiske system, uanset om lawrencium placeres i f-blokken eller d-blokken, da den eneste potentielt anvendelige placering i p-blokken er blevet reserveret til ununtrium med den forudsagte elektronkonfiguration [Rn]5f146d107s27p1.

### Optimal form
De mange forskellige former for periodiske systemer har affødt spørgsmålet om hvorvidt der findes en optimal eller definitiv udgave af det periodiske system. Svaret på dette spørgsmål menes at afhænge af hvorvidt den kemiske periodicitet, der ses blandt grundstofferne, har en underliggende sandhed - så at sige "hardcoded" ind i universet, eller om sådanne periodicitet blot er et produkt af subjektiv menneskelig fortolkning, der afhænger af de menneskelige observatørers omstændigheder, overbevisninger og præferencer (et videnskabsteoretisk problem, der kendes bedst fra Thomas Kuhns magnum opus The Structure of Scientific Revolutions). En objektiv basis for kemisk periodicitet ville bilægge spørgsmålene om hydrogen og heliums placering, samt sammensætningen af gruppe 3. En sådanne underliggende sandhed, såfremt den måtte eksistere, menes ikke at være fundet endnu. I dens fravær kan de mange forskellige former for periodiske systemer forstås som variationer over temaet om kemisk periodicitet, der hver især udforsker og lægger vægt på forskellige aspekter, egenskaber, perspektiver og forhold grundstofferne imellem. Det almindelige eller mellem-lange periodiske systems store udbredelse menes at være resultat af at dette layout havde en god balance hvad angår konstruktion og størrelse, samt dets afbildning af atomorden og periodiske tendenser.

## Eksterne links
- Interaktivt periodisk system fra Water Treatment Solutions med historie, kemiske egenskaber, sundhed og miljø
- IUPAC. "Periodic Table of the Elements". Hentet 24. maj 2016. Note: There is no IUPAC ruling on the composition of Group 3.{{cite web}}:  CS1-vedligeholdelse: postscript (link)
- M. Dayah. "Dynamisk periodisk system". Hentet 14. maj 2012.
- Brady Haran. "The Periodic Table of Videos". University of Nottingham. Hentet 14. maj 2012.
- Mark Winter. "WebElements: the periodic table on the web". University of Sheffield. Hentet 14. maj 2012.
- Mark R. Leach. "The INTERNET Database of Periodic Tables". Hentet 14. maj 2012.